# Línea 118 (EMT Madrid)
La línea 118 de la EMT de Madrid une la Glorieta de Embajadores con La Peseta (Carabanchel).

## Características
En la conexión de Carabanchel Alto con el centro de Madrid, la línea 118 se complementa con otras dos líneas, 47 y 35. Junto con la línea 47 presta servicio a los barrios de Abrantes y Puerta Bonita, mientras que la línea 35 atiende el barrio de Vista Alegre. Las tres prestan servicio al barrio de Buenavista (Carabanchel Alto), centrándose las líneas 35 y 47 más en el casco histórico y la 118 en la zona industrial y confluyendo las líneas 35 y 118 en el PAU y el centro comercial Islazul, aunque otras líneas como la 108 o la 155 también pasan muy cerca del mismo.
La línea comenzó el 30 de abril de 1980 al sustituir la línea periférica P-18, de la empresa Nogueira, entre Pirámides y Colonia San Francisco circulando por Glorieta Embajadores, Pº Acacias, Puente de Toledo, General Ricardos, Av. de Oporto, Cº Viejo de Leganés, Colonia Pan Bendito y Colonia San Francisco.
Originalmente, la línea 118 de la EMT realizaba el trayecto Embajadores - Carabanchel Alto, que fue ampliado el 10 de diciembre de 2008 a través del Polígono Aguacate hasta el PAU de Carabanchel, cambiando la denominación de la cabecera periférica por Avenida de la Peseta, al tener su cabecera junto a la estación de La Peseta.

### Frecuencias
| Lunes a viernes laborables |               |
| De 6:00 a 8:00             | 8-16 minutos  |
| De 8:00 a 22:00            | 7-9 minutos   |
| De 22:00 a 23:00           | 8-13 minutos  |
| Sábados laborables         |               |
| De 6:00 a 10:00            | 13-27 minutos |
| De 10:00 a 22:00           | 9-13 minutos  |
| De 22:00 a 23:00           | 12-16 minutos |
| Domingos y festivos        |               |
| De 7:00 a 12:00            | 12-24 minutos |
| De 12:00 a 22:00           | 10-12 minutos |
| De 22:00 a 23:00           | 10-15 minutos |

## Recorrido y paradas

### Sentido La Peseta
La línea inicia su recorrido en la Glorieta de Embajadores. Desde aquí sale por el paseo de las Acacias, que recorre entero hasta llegar a la Glorieta de las Pirámides, que abandona para cruzar sobre el río Manzanares llegando a la Glorieta del Marqués de Vadillo. Desde esta glorieta sale por la calle General Ricardos, que recorre hasta llegar a la Glorieta del Valle de Oro, donde gira a la izquierda para tomar la Avenida de Oporto.
A continuación la línea recorre esta avenida hasta la intersección con el Camino Viejo de Leganés, girando a la derecha para incorporarse a éste. Circula por esta vía hasta el final, incorporándose a la Avenida de Abrantes brevemente para girar poco después a la derecha por la calle Besolla, que recorre entera girando al final a la izquierda para circular por la calle Carcastillo, al final de la cual gira a la izquierda de nuevo para circular por la calle Belzunegui, a través de la cual sale a la Avenida de los Poblados girando a la derecha.
A continuación, la línea circula brevemente por la Avenida de los Poblados hasta girar a la izquierda por la calle Antonia Rodríguez Sacristán, que abandona girando a la izquierda por la calle Guayaba, al final de la cual gira a la izquierda otra vez para circular por la calle Aguacate. Al final de la calle Aguacate sigue de frente por la calle del Thaler, que recorre hasta llegar a la primera rotonda, donde toma la calle de la Calderilla (donde se encuentra el C.C Islazul), que recorre entera girando al final a la derecha por la calle del Real.
Circula por la calle del Real hasta el final, siguiendo de frente por la Avenida de la Peseta, donde tiene su cabecera junto a la estación de La Peseta de Metro de Madrid.
| Código | Parada                                  | Común con        | Conexiones con Metro y Cercanías | Otros |
| ------ | --------------------------------------- | ---------------- | -------------------------------- | ----- |
| 3126   | EMBAJADORES                             | 78 116           | Embajadores                      |       |
| 324    | Acacias                                 | 34 36 62 116 119 | Acacias                          |       |
| 326    | Olmos                                   | 34 36 62 116 119 |                                  |       |
| 4669   | Pirámides Cercanías                     | 34 36 62 116 119 |                                  |       |
| 327    | Pirámides                               | 34 36 62 116 119 | Pirámides                        |       |
| 329    | Marqués de Vadillo                      | 34 35 119        | Marqués de Vadillo               |       |
| 5624   | General Ricardos-Iglesia                | 34 35 119        |                                  |       |
| 4239   | General Ricardos-Comandante Fontanes    | 34 35 119        |                                  |       |
| 5560   | General Ricardos-Camino Viejo Leganés   | 34 35 119        |                                  |       |
| 3032   | Urgel                                   | 34 35 119        | Urgel                            |       |
| 337    | Clarisas                                | 34 35            |                                  |       |
| 5601   | Oporto                                  | 55 481 486       | Oporto                           |       |
| 3033   | Avenida de Oporto-Camino Viejo Leganés  |                  |                                  |       |
| 4609   | Camino Viejo Leganés-Pelícano           |                  |                                  |       |
| 3036   | Camino Viejo Leganés-Falcinelo          |                  |                                  |       |
| 3038   | Camino Viejo Leganés-Carrero Juan Ramón |                  |                                  |       |
| 3040   | Camino Viejo Leganés-Carcastillo        |                  |                                  |       |
| 4595   | Abrantes-Camino Viejo Leganés           |                  |                                  |       |
| 2446   | Besolla                                 | 47 108           | Pan Bendito                      |       |
| 2448   | Carcastillo                             | 47 108           |                                  |       |
| 2450   | Belzuneguí                              | 47               |                                  |       |
| 2452   | Metro San Francisco                     | 47               | San Francisco                    |       |
| 2453   | Avenida de los Poblados-Secoya          | 47 121 131 155   |                                  |       |
| 2456   | Antonia Rodríguez Sacristán             | 47 108 121 131   |                                  |       |
| 3048   | Aguacate-Centro de Salud                | 108              |                                  |       |
| 3050   | Aguacate-Secoya                         | 108              |                                  |       |
| 4181   | Euro-Aguacate                           | 108              |                                  |       |
| 4183   | Cementerio Carabanchel                  |                  |                                  |       |
| 4185   | Thaler-Centro Comercial                 |                  |                                  |       |
| 4187   | Calderilla-Centro Comercial             | E1               |                                  |       |
| 4084   | Carabanchel Alto                        | 35               |                                  |       |
| 4092   | La Peseta-Vía Lusitana                  | 35               |                                  |       |
| 2964   | La Peseta-Maravedí                      | 35 155 E1        |                                  |       |
| 2965   | La Peseta-Corona                        | 35 155           |                                  |       |
| 649    | La Peseta-Avenida Carabanchel Alto      | 35 155 E1        |                                  |       |
| 4180   | LA PESETA (Av. La Peseta)               |                  | La Peseta                        |       |

### Sentido Embajadores
El recorrido de vuelta es igual a la ida pero en sentido contrario con algunas excepciones:
- El paso por la calle Belzunegui y la Avenida de los Poblados lo hace a la vuelta por las calles Aliseda, Albares de la Ribera y Belzunegui.
- Circula por todo el Camino Viejo de Leganés, incorporándose al final del mismo a la calle General Ricardos, en vez de pasar por la Avenida de Oporto y la Glorieta del Valle de Oro.
- Al franquear el río Manzanares lo hace por el túnel bajo la M-30 en vez del puente paralelo al Puente de Toledo.

| Código | Parada                                   | Común con        | Conexiones con Metro y Cercanías | Otros |
| ------ | ---------------------------------------- | ---------------- | -------------------------------- | ----- |
| 4180   | LA PESETA (Av. La Peseta)                |                  | La Peseta                        |       |
| 562    | Carabanchel Alto                         | 35 155 E1        |                                  |       |
| 1169   | La Peseta-Corona                         | 35 155           |                                  |       |
| 4090   | La Peseta-Maravedí                       | 35 E1            |                                  |       |
| 4091   | La Peseta-Via Lusitana                   | 35               |                                  |       |
| 4188   | Calderilla-Centro Comercial              | E1               |                                  |       |
| 4186   | Thaler-Centro Comercial                  |                  |                                  |       |
| 4184   | Cementerio Carabanchel                   |                  |                                  |       |
| 4182   | Euro-Aguacate                            | 108              |                                  |       |
| 3051   | Aguacate-Secoya                          | 108              |                                  |       |
| 5059   | Antonia Rodríguez Sacristán-Centro Salud | 108              |                                  |       |
| 2457   | Antonia Rodríguez Sacristán              | 47 108 121 131   |                                  |       |
| 2454   | Plaza de los Navarros                    | 47 108           | San Francisco                    |       |
| 2455   | Albares de la Rivera-Belzuneguí          | 47               |                                  |       |
| 2451   | Belzuneguí                               | 47               |                                  |       |
| 2449   | Carcastillo                              | 47 108           |                                  |       |
| 2447   | Besolla                                  | 47 108           | Pan Bendito                      |       |
| 2445   | Abrantes-Camino Viejo Leganés            |                  |                                  |       |
| 3041   | Camino Viejo Leganés-Carcastillo         |                  |                                  |       |
| 3039   | Camino Viejo Leganés-Carrero Juan Ramón  |                  |                                  |       |
| 3037   | Camino Viejo Leganés-Falcinelo           |                  |                                  |       |
| 2470   | Camino Viejo Leganés-Pelícano            | 247              |                                  |       |
| 3034   | Avenida de Oporto-Camino Viejo Leganés   |                  |                                  |       |
| 3060   | Camino Viejo Leganés-Valle del Oro       |                  |                                  |       |
| 3061   | Camino Viejo Leganés-Alejandro Sánchez   |                  |                                  |       |
| 3062   | General Ricardos-Camino Viejo Leganés    |                  | Urgel                            |       |
| 334    | General Ricardos-Camino Viejo Leganés    | 34 35 119        |                                  |       |
| 5625   | General Ricardos-Comandante Fontanes     | 34 35 119        |                                  |       |
| 331    | General Ricardos-Iglesia                 | 34 35 119        |                                  |       |
| 330    | Marqués de Vadillo                       | 34 35 119        | Marqués de Vadillo               |       |
| 328    | Pirámides                                | 34 36 62 116 119 | Pirámides                        |       |
| 380    | Pirámides Cercanías                      | 34 36 62 116 119 |                                  |       |
| 381    | Olmos                                    | 34 36 62 116 119 |                                  |       |
| 325    | Acacias                                  | 34 36 62 116 119 | Acacias                          |       |
| 3126   | EMBAJADORES                              | 78 116           | Embajadores                      |       |

## Galería de imágenes

Mapa zonal de la estación de metro de Embajadores con los recorridos de las líneas de autobuses, entre las que aparece el 118.
Mapa zonal de la estación de metro de Acacias con los recorridos de las líneas de autobuses, entre las que aparece el 118.